# Löffingen
Löffingen è un comune tedesco di 7 971 abitanti, situato nel land del Baden-Württemberg.